# Vincenzo Silvano Casulli
Vincenzo Silvano Casulli, también conocido como Vincenzo S. Casulli o Silvano Casulli (Putignano, Puglia; 25 de agosto de 1944-24 de julio de 2018), fue un astrónomo italiano conocido por ser un gran descubridor de asteroides.

## Biografía
El MPC le acredita el descubrimiento de 193 asteroides en solitario entre 1993 y 2010. Además ha descubierto algunos otros asignados a los observatorios como los de Colleverde o San Vittore (por ejemplo el (93061) Barbagallo).
En 1985 participó en un equipo que utilizaba el Telescopio Espacial Hubble para estudiar la transición de cometas. En 1981 crea su propio observatorio astronómico en su propia vivienda en Colleverde de Guidonia Montecelio (Código de observatorio: 596) que estaría activo hasta su traslado en 2003 a Vallemare. Es el primer astrónomo aficionado de Italia en obtener posiciones astronométricas precisas de los asteroides usando una cámara CDD.
En 1997, el asteroide del Cinturón principal perteneciente a la familia Flora, (7132) Casulli, fue nombrado así en su honor por el astrónomo Antonio Vagnozzi (M.P.C. 30800).
| Asteroides descubiertos: 193 | Asteroides descubiertos: 193 |
| ---------------------------- | ---------------------------- |
| (6339) Giliberti             | 20 de septiembre de 1993     |
| (6530) Adry                  | 12 de abril de 1994          |
| (6877) Giada                 | 10 de octubre de 1994        |
| (6929) Misto                 | 31 de octubre de 1994        |
| (7600) Vacchi                | 9 de septiembre de 1994      |
| (7665) Putignano             | 11 de octubre de 1994        |
| (7961) Ercolepoli            | 10 de octubre de 1994        |
| (8569) Mameli                | 1 de octubre de 1996         |
| (8716) Ginestra              | 23 de septiembre de 1995     |
| (8742) Bonazzoli             | 14 de febrero de 1998        |
| (9121) Stefanovalentini      | 24 de febrero de 1998        |
| (10386) Romulus              | 12 de octubre de 1996        |
| (11142) Facchini             | 7 de enero de 1997           |
| (11328) Mariotozzi           | 19 de octubre de 1995        |
| (11578) Cimabue              | 4 de marzo de 1994           |
| (12384) Luigimartella        | 10 de octubre de 1994        |
| (13197) Pontecorvo           | 17 de febrero de 1997        |
| (13653) Priscus              | 9 de febrero de 1997         |
| (13684) Borbona              | 27 de agosto de 1997         |
| (14088) Ancus                | 3 de mayo de 1997            |
| (14498) Bernini              | 28 de febrero de 1995        |
| (15007) Edoardopozio         | 5 de julio de 1998           |
| (15353) Meucci               | 22 de noviembre de 1994      |
| (15854) Numa                 | 15 de febrero de 1996        |
| (15869) Tullius              | 8 de agosto de 1996          |
| (16770) Angkorwat            | 30 de octubre de 1996        |
| (17556) Pierofrancesca       | 16 de noviembre de 1993      |
| (17649) Brunorossi           | 17 de octubre de 1996        |
| (18169) Amaldi               | 20 de agosto de 2000         |
| (18509) Bellini              | 14 de septiembre de 1996     |
| (18596) Superbus             | 21 de enero de 1998          |
| (21219) Mascagni             | 28 de noviembre de 1994      |
| (21311) Servius              | 4 de diciembre de 1996       |
| (23564) Ungaretti            | 6 de noviembre de 1994       |
| (24826) Pascoli              | 22 de agosto de 1995         |
| (24946) Foscolo              | 1 de julio de 1997           |
| (25312) Asiapossenti         | 22 de diciembre de 1998      |
| (29347) Natta                | 5 de marzo de 1995           |
| (29361) Botticelli           | 9 de febrero de 1996         |
| (29428) Ettoremajorana       | 31 de marzo de 1997          |
| (29449) Taharbenjelloun      | 29 de agosto de 1997         |
| (29470) Higgs                | 26 de octubre de 1997        |
| (31319) Vespucci             | 20 de abril de 1998          |
| (31429) 1999 BL7             | 21 de enero de 1999          |
| (32891) 1994 CE1             | 9 de febrero de 1994         |
| (32911) 1994 VX              | 4 de noviembre de 1994       |
| (32945) 1995 WR5             | 24 de noviembre de 1995      |
| (32987) 1996 XB9             | 4 de diciembre de 1996       |
| (33002) 1997 DM              | 17 de febrero de 1997        |
| (35295) 1996 VM              | 1 de noviembre de 1996       |
| (37627) 1993 TD              | 11 de octubre de 1993        |
| (37640) 1993 WF              | 20 de noviembre de 1993      |
| (37683) 1995 KK              | 19 de mayo de 1995           |
| (37735) 1996 VL              | 1 de noviembre de 1996       |
| (40134) Marsili              | 27 de agosto de 1998         |
| (42585) Pheidippides         | 30 de marzo de 1997          |
| (43935) Danshechtman         | 1 de octubre de 1996         |
| (44355) Thijsdegraauw        | 18 de septiembre de 1998     |
| (48720) 1996 SD7             | 29 de septiembre de 1996     |
| (50866) Davidesprizzi        | 1 de abril de 2000           |
| (51915) Andry                | 20 de agosto de 2001         |
| (52558) Pigafetta            | 27 de marzo de 1997          |
| (52862) 1998 SR4             | 19 de septiembre de 1998     |
| (56038) 1998 XC3             | 7 de diciembre de 1998       |
| (58417) Belzoni              | 25 de enero de 1996          |
| (58495) 1996 US1             | 19 de octubre de 1996        |
| (58498) Octaviopaz           | 2 de noviembre de 1996       |
| (65785) 1995 UC5             | 26 de octubre de 1995        |
| (65821) 1996 UC3             | 30 de octubre de 1996        |
| (69460) 1996 UO1             | 17 de octubre de 1996        |
| (69500) 1997 CB6             | 6 de febrero de 1997         |
| (73872) 1997 AO17            | 7 de enero de 1997           |
| (73891) 1997 ED23            | 10 de marzo de 1997          |
| (75225) 1999 WD3             | 27 de noviembre de 1999      |
| (83657) 2001 TV13            | 12 de octubre de 2001        |
| (85267) 1994 AD2             | 12 de enero de 1994          |
| (85578) 1998 DP13            | 26 de febrero de 1998        |
| (90806) Rudaki               | 4 de enero de 1995           |
| (100292) 1995 DP2            | 28 de febrero de 1995        |
| (100445) 1996 RA4            | 12 de septiembre de 1996     |
| (100456) 1996 TH             | 2 de octubre de 1996         |
| (100731) 1998 DO             | 18 de febrero de 1998        |
| (117093) Umbria              | 12 de julio de 2004          |
| (120575) 1995 QD             | 17 de agosto de 1995         |
| (129555) 1996 UB3            | 30 de octubre de 1996        |
| (134369) 1995 QE             | 17 de agosto de 1995         |
| (145962) Lacchini            | 29 de diciembre de 1999      |
| (152227) Argoli              | 24 de septiembre de 2005     |
| (160105) 2000 SK43           | 26 de septiembre de 2000     |
| (168261) Puglia              | 15 de agosto de 2006         |
| (173094) 2007 TM69           | 14 de octubre de 2007        |
| (181241) Dipasquale          | 28 de octubre de 2005        |
| (184620) Pippobattaglia      | 10 de septiembre de 2005     |
| (185039) 2006 QG137          | 30 de agosto de 2006         |
| (185321) 2006 VJ2            | 10 de noviembre de 2006      |
| (185325) Anupabhagwat        | 14 de noviembre de 2006      |
| (185448) Nomentum            | 25 de diciembre de 2006      |
| (190139) Hansküng            | 14 de septiembre de 2005     |
| (199631) 2006 GX             | 2 de abril de 2006           |
| (199677) Terzani             | 20 de abril de 2006          |
| (199900) Brunoganz           | 8 de abril de 2007           |
| (204816) 2007 OZ             | 16 de julio de 2007          |
| (204896) 2007 UQ1            | 16 de octubre de 2007        |
| (207563) Toscana             | 1 de agosto de 2006          |
| (210032) 2006 OC             | 16 de julio de 2006          |
| (210107) 2006 QF137          | 30 de agosto de 2006         |
| (210182) Mazzini             | 26 de octubre de 2006        |
| (210290) Borsellino          | 13 de octubre de 2007        |
| (210345) 2007 UQ             | 16 de octubre de 2007        |
| (212373) 2006 HL17           | 22 de abril de 2006          |
| (212500) 2006 RT             | 4 de septiembre de 2006      |
| (214772) 2006 UO64           | 23 de octubre de 2006        |
| (214819) Gianotti            | 10 de noviembre de 2006      |
| (214820) 2006 VC14           | 14 de noviembre de 2006      |
| (214928) 2007 VM8            | 5 de noviembre de 2007       |
| (216241) Renzopiano          | 14 de noviembre de 2006      |
| (216757) 2005 RT32           | 13 de septiembre de 2005     |
| (218636) 2005 SN4            | 24 de septiembre de 2005     |
| (218866) 2006 XL4            | 15 de diciembre de 2006      |
| (224693) Morganfreeman       | 21 de enero de 2006          |
| (225076) Vallemare           | 8 de mayo de 2007            |
| (227152) Shujinakamura       | 5 de agosto de 2005          |
| (229781) Arthurmcdonald      | 3 de agosto de 2008          |
| (231265) Saulperlmutter      | 5 de enero de 2006           |
| (233292) Brianschmidt        | 19 de enero de 2006          |
| (236305) Adamriess           | 19 de enero de 2006          |
| (236746) 2007 LP             | 8 de junio de 2007           |
| (239105) Marcocattaneo       | 28 de abril de 2006          |
| (243591) 1998 RG3            | 15 de septiembre de 1998     |
| (246821) Satyarthi           | 27 de agosto de 2009         |
| (248321) 2005 PL20           | 14 de agosto de 2005         |
| (248388) 2005 SE19           | 26 de septiembre de 2005     |
| (248908) Ginostrada          | 15 de noviembre de 2006      |
| (248970) Giannimorandi       | 19 de enero de 2007          |
| (249044) Barrymarshall       | 15 de octubre de 2007        |
| (254863) Robinwarren         | 24 de septiembre de 2005     |
| (255587) 2006 OU4            | 21 de julio de 2006          |
| (255598) Paullauterbur       | 13 de agosto de 2006         |
| (262972) Petermansfield      | 9 de marzo de 2007           |
| (265924) 2006 BL147          | 21 de enero de 2006          |
| (267017) 1995 UA             | 16 de octubre de 1995        |
| (268686) 2006 GW             | 2 de abril de 2006           |
| (273412) 2006 WF2            | 18 de noviembre de 2006      |
| (273471) 2006 YK2            | 16 de diciembre de 2006      |
| (273994) 2007 NH1            | 11 de julio de 2007          |
| (274246) 2008 OY9            | 31 de julio de 2008          |
| (274264) 2008 PZ6            | 5 de agosto de 2008          |
| (274472) 2008 SV83           | 28 de septiembre de 2008     |
| (278447) Saviano             | 2 de octubre de 2007         |
| (278735) 2008 SG83           | 27 de septiembre de 2008     |
| (279411) 2010 FM6            | 16 de marzo de 2010          |
| (282903) 2007 HX14           | 20 de abril de 2007          |
| (284458) 2007 GB1            | 8 de abril de 2007           |
| (288615) 2004 ND9            | 11 de julio de 2004          |
| (292872) Anoushankar         | 12 de noviembre de 2006      |
| (293131) 2006 XV56           | 15 de diciembre de 2006      |
| (293477) 2007 FY             | 16 de marzo de 2007          |
| (294296) 2007 VS2            | 3 de noviembre de 2007       |
| (295471) 2008 QM11           | 27 de agosto de 2008         |
| (299777) 2006 SN63           | 21 de septiembre de 2006     |
| (299785) 2006 SC77           | 22 de septiembre de 2006     |
| (300124) 2006 VG14           | 14 de noviembre de 2006      |
| (304203) 2006 QR110          | 27 de agosto de 2006         |
| (304277) 2006 SL20           | 19 de septiembre de 2006     |
| (309762) 2008 YN5            | 22 de diciembre de 2008      |
| (311907) 2007 AH9            | 12 de enero de 2007          |
| (316098) 2009 OO1            | 19 de julio de 2009          |
| (320377) 2007 UP             | 16 de octubre de 2007        |
| (327943) 2007 EQ26           | 9 de marzo de 2007           |
| (327982) 2007 GE2            | 10 de abril de 2007          |
| (330712) 2008 PR1            | 3 de agosto de 2008          |
| (331316) 2011 GP36           | 20 de abril de 2006          |
| (332632) 2008 UO1            | 22 de octubre de 2008        |
| (345868) 2007 QE2            | 19 de agosto de 2007         |
| (346810) 2009 CD40           | 13 de febrero de 2009        |
| (349237) 2007 TH69           | 13 de octubre de 2007        |
| (349499) 2008 OX5            | 29 de julio de 2008          |
| (349862) 2009 DX43           | 21 de febrero de 2009        |
| (351976) 2006 UP64           | 23 de octubre de 2006        |
| (352017) 2006 VR13           | 12 de noviembre de 2006      |
| (367392) 2008 OX9            | 31 de julio de 2008          |
| (374338) 2005 UZ4            | 25 de octubre de 2005        |
| (375798) 2009 TA4            | 12 de octubre de 2009        |
| (378076) 2006 UQ64           | 23 de octubre de 2006        |
| (383622) 2007 PJ9            | 11 de agosto de 2007         |
| (385980) 2007 AA8            | 9 de enero de 2007           |
| (429136) 2009 TJ8            | 13 de octubre de 2009        |
| (435161) 2007 NV2            | 14 de julio de 2007          |
| (440411) 2005 QS28           | 26 de agosto de 2005         |
| (447682) 2007 AA20           | 15 de enero de 2007          |
| (456378) 2006 UA62           | 18 de octubre de 2006        |
| (457248) 2008 QH             | 20 de agosto de 2008         |
| (483951) 2006 BM147          | 31 de enero de 2006          |